# Departamento de Huánuco
Huánuco es un departamento de la República del Perú ubicado en el centro norte del país, con capital en su ciudad más poblada: la homónima Huánuco. Limita al norte con La Libertad y San Martín, al norte con Loreto, al este con Ucayali, al sur con Pasco, al oeste con Áncash y al sudoeste con Lima.
En la mayor parte de su territorio, comprende una porción de la vertiente oriental cordillera de los Andes surcada por los ríos Marañón y Huallaga y una parte del llano amazónico al este en la provincia de Puerto Inca. El tercio suroccidental corresponde a la región de la sierra, mientras el resto del departamento está cubierto por la selva amazónica. Recibe su nombre en referencia a su capital y sede regional: la ciudad de Huánuco fue fundada el 15 de agosto de 1539. Tras la independencia, fue designado como departamento el 24 de enero de 1869.

## Toponimia
El nombre parece haber venido de *wanaku 'guanaco', donde la a pasó a u por algún proceso de asimilación.

## Historia

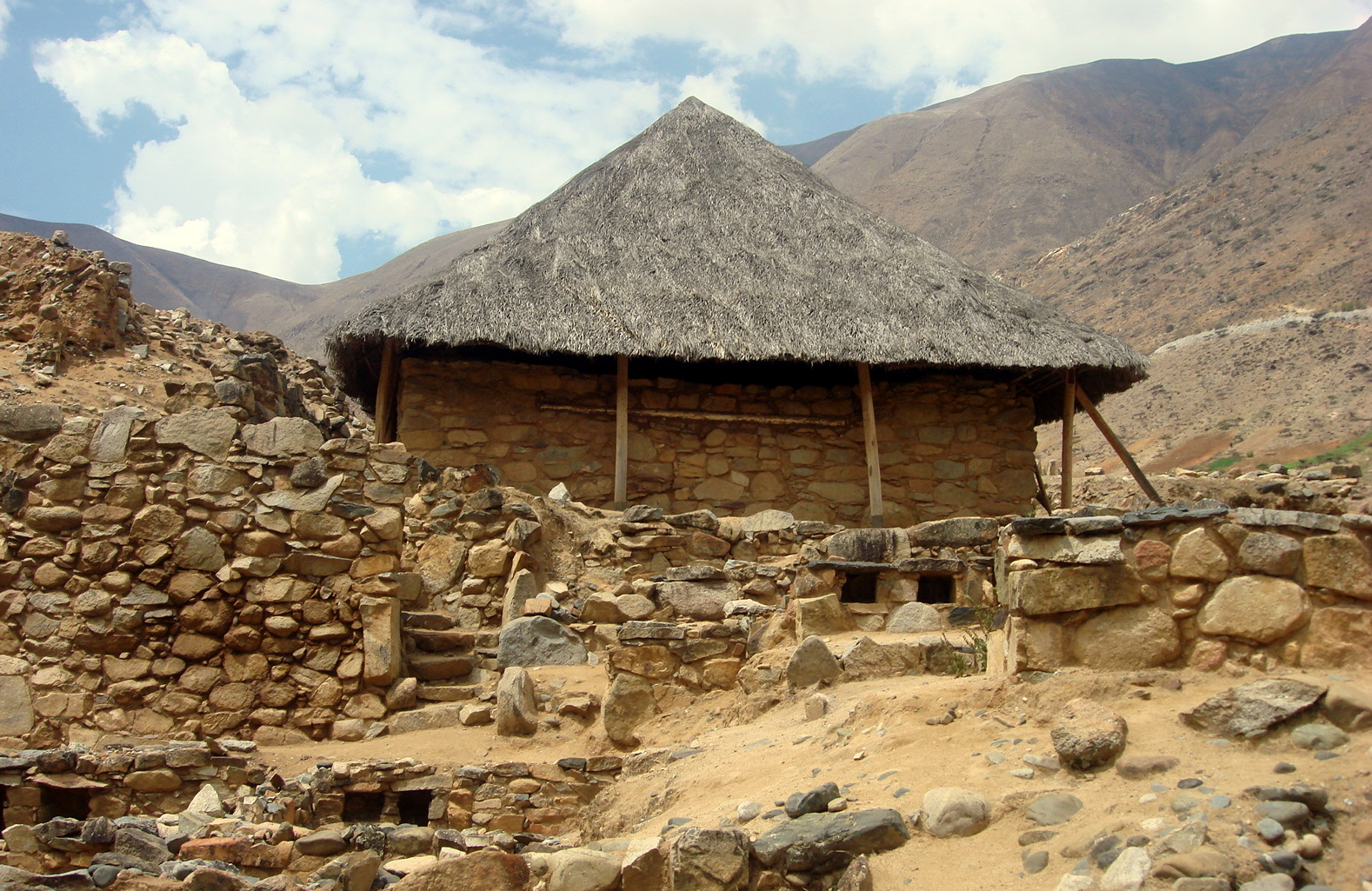
Sitio arqueológico de Kotosh

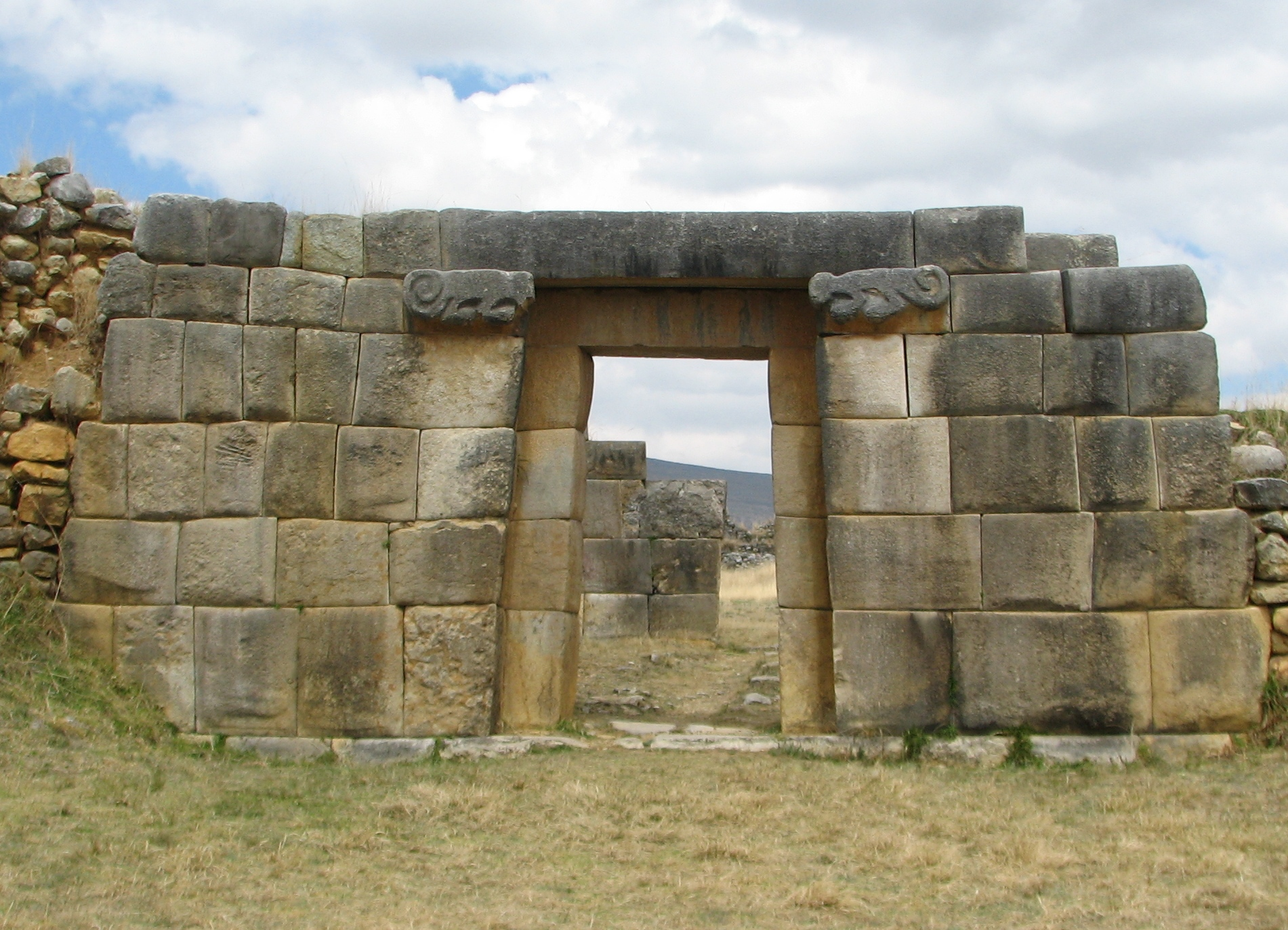
Ruinas de Huanucopampa

En las cavernas de Lauricocha, Augusto Cárdich descubrió los restos fósiles más antiguos del Perú: once esqueletos humanos, quizá de 8000 a 10000 a C. El llamado Hombre de Lauricocha fue recolector y cazador y ha dejado pinturas rupestres en las cuevas de Lauricocha.
En -, al oeste de Huánuco, se hallaron los primeros vestigios de cerámica y arquitectura monumental: el Templo de las Manos Cruzadas, uno de los más antiguos del Perú y de América (2500 a. C.). Los yarohuilcas, de origen desconocido, establecieron un imperio regional que opuso tenaz resistencia al avance incaico, aunque finalmente fueron asimilados al Tahuantinsuyo. Se construyeron caminos como vía de paso entre el Cuzco y Cajamarca.
El 15 de agosto de 1539, los españoles fundaron la ciudad de Huánuco.  Debido a la gran presencia de criollos en la zona, fue una de las primeras en impulsar la independencia y proclamó la emancipación el 15 de diciembre de 1820. Destacaron Juan José Crespo y Castillo así como Gabriel Aguirre, quienes perdieron la vida por la causa independentista, la cual no era del agrado de la gran mayoría de peruanos, especialmente mestizos e indígenas, quienes lucharon del bando realista tanto en el Ejército Real del Perú como también conformando guerrillas.
Durante el virreinato del Perú, los territorios que forman hoy el departamento de Huánuco fueron parte de la Intendencia de Tarma. Luego, previo a la declaración de independencia, el 12 de febrero de 1821, por mandato del llamado "Reglamento Provisorio", en Huaura se crea el Departamento de Huaylas sobre la base los territorios de los coloniales partidos de Huaylas, Cajatambo, Conchucos, Huamalíes y Huánuco y que a partir de ese momento serían denominadas "provincias". Este departamento tuvo una existencia efímera pues en 1823 fue fusionado, junto con el departamento de Tarma para crear el primer departamento de Huánuco antecesor del actual. El 13 de septiembre de 1825, se cambió de nombre a este departamento por el de departamento de Junín. 
El 12 de junio de 1835, durante el gobierno de Felipe Santiago Salaverry se crea el nuevo departamento de Huaylas cuyo nombre sería cambiado en 1839 a "Departamento de Áncash" separando del departamento de Junín las provincias norteñas. El 24 de enero de 1869, durante el gobierno de José Balta, se crea el actual departamento de Huánuco mediante la escisión de las provincias de Huánuco y Huamalíes.

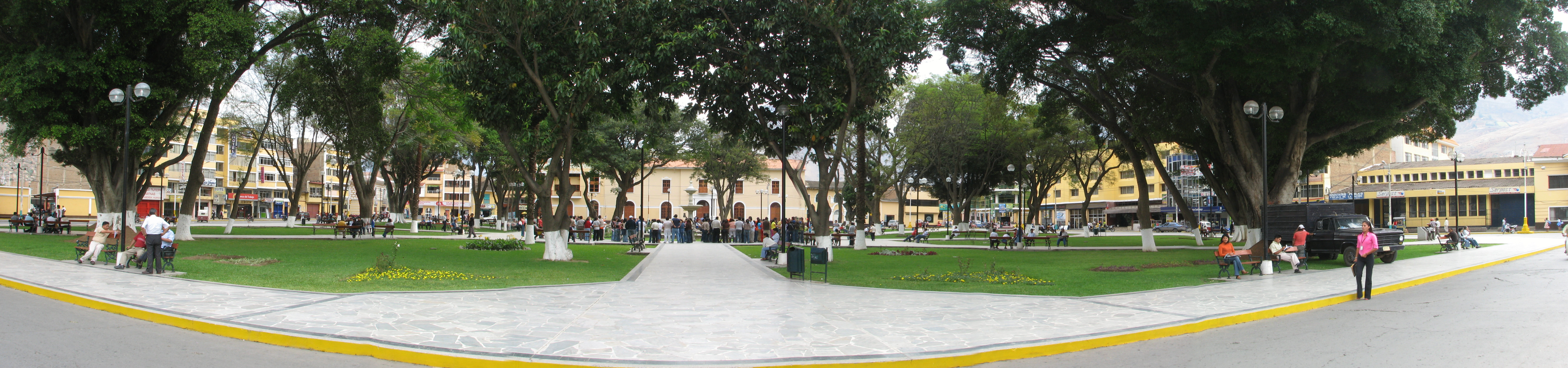
La ciudad de Huánuco, capital del departamento fue fundada el 15 de agosto de 1539.

## Geografía

### Ubicación
Está ubicada en el centro del Perú, con topografía accidentada y regiones de sierra y selva. Limita al norte con los departamentos de La Libertad y San Martín; por el este con Loreto, Ucayali y Pasco; por el sur, con Pasco; por el oeste con Pasco, Departamento de Áncash y se ubica al noreste de Lima. Sus límites por el sur y el oeste están marcados por la gigantesca muralla que forman el Nudo de Pasco y la Cordillera Huayhuash.
Sus coordenadas son 8°21′47″ de latitud sur y entre 76°18′56″ y 77°18′52,5″ de longitud oeste; mientras que su altitud oscila entre los 250 y 6.632 metros de altitud, siendo los pueblos de menor altitud Tournavista y Yuyapichis (capitales del distrito del mismo nombre, en la provincia de Puerto Inca), en tanto que el pueblo de Yarumayo (capital del distrito de Yarumayo, provincia de Huánuco), está ubicado a 4.100 metros de altitud.
Por su especial ubicación en el Centro Oriental peruano, cuenta con nevados, cordilleras, cálidos valles y selvas amazónicas, que atraen turistas y andinistas como son los nevados de Yerupajá de una altitud de 6.617 metros, el Siulá con 6.356 metros, el Nenashanca de 5.637 metros, el Rondoy con 5.870 metros; en las faldas de los nevados existen muchas lagunas que nacen de los deshielos. También se puede decir que el Yerupajá está considerado como el segundo pico más alto del Perú, y tiene gran fama mundial por las numerosas expediciones que se realizan desde el lado huanuqueño, que ofrecen retos a los andinistas.

### Relieve
Hacia el suroeste del departamento, se presenta el sistema montañoso conocido como la cordillera Huayhuash, en la que se destaca majestuosa la cresta del Yerupajá denominado una sucesión de colosos junto al Siulá, el Sarapo y el Rondoy. Por el norte, noreste y este, el territorio cambia de estructura y apariencia: las alturas ceden su presencia al paisaje de la región Rupa-Rupa o Selva Alta y más al oriente, la Omagua o Selva Baja.
- Nevados: Yerupajá (6.617 m s. n. m.), Siula Grande (6.344 m s. n. m.) y Jirishanca (6.094 m s. n. m.).
- Abras: Raura (a 4.900 m s. n. m.) en San Miguel de Cauri Lauricocha; y Concush (a 4.660 m s. n. m.) en Bolognesi.

### Hidrografía
Huánuco pertenece a 3 cuencas formados por los estos tres ríos principales: Marañón al oeste, Huallaga al centro y el Pachitea al este.
El río Marañón que corre de sur a norte, tiene sus nacientes en el nevado del Yerupajá en la llamada cordillera de Raura. Se origina en lagunas de formación reciente, que colectan las aguas de fusión que descienden del nevado de Yerupajá. En su origen, localizado en la provincia de Lauricocha, se llama río Gaucho, nombre con el cual penetra en las lagunas de Santa Ana y Lauricocha, saliendo de esta última con el nombre de río Marañón.
El río Huallaga, con nacimiento en el departamento de Pasco, al sur de la llamada Cordillera de Rauna, en la laguna de Huascacocha, en sus orígenes se llama río Ranracancha y luego se llama sucesivamente río Blanco y río Chaupihuaranga, hasta unirse con el río Huariaca, lugar a partir del cual toma la denominación de río Huallaga. En Huánuco forma un importante valle interandino entre Ambo - Huánuco y Santa María del Valle, luego de cruzar el relieve de Carpish ya en la Selva Alta, forma el valle de Tingo María. El Huallaga es afluente del Marañón, al que vierte sus aguas por la margen derecha y en territorio del Departamento de Loreto, luego de recorrer aproximadamente 1300 km.
Al este, el río Pachitea, de la cuenca del río Ucayali, toma su denominación desde la unión de los ríos Palcazu y Pichis. Es uno de los mayores afluentes del río Ucayali, al que da sus aguas por la margen izquierda.
Otros ríos importantes son el Pozuzo, afluente del río Palcazu, formador del Pachitea; los ríos Monzón, Magdalena y Marta, afluentes del Huallaga por su margen izquierdo; Tulumayo y Aucayacu, que vierten sus aguas al Huallaga por la margen derecha. Estos cinco ríos están en la zona de Tingo María. 
El Departamento de Huánuco cuenta con lagunas y aguas termales; las cuales pueden llegar a ser medicinales. Estas son: 
- Laguna de Carpa, ubicado en la provincia de Huamalies, distrito de Tantamayo.
- Laguna de Carhuacocha, ubicado en el distrito de Llata, provincia de Huamalies.
- Laguna de Susucocha, ubicado en la misma provincia y distrito anterior.
- Laguna de Lauricocha, Chuspicocha, Tinquicocha, Taulicocha, Niñococha, Caballococha; ubicados en la provincia del mismo nombre del primero, distrito de San Miguel de Cauri.
- Laguna de Pichgacocha, ubicado en los distritos de Conchamarca, Amarilis

Estas lagunas están asentadas en los diferentes niveles de manera irregular, de 3500 a 4.100 de altitud y están consideradas como atractivo turístico. Además Huánuco cuenta con aguas termales ubicadas en el distrito de Ripán, provincia de Dos de Mayo; en el distrito de Baños, y otros ubicados en la provincia de Lauricocha y en el distrito de Huácar, provincia de Ambo.

### Clima
Templado y seco en la parte andina y cálido en la zona selvática. La temperatura promedio es de 19 °C en sus valles.

## Demografía
Según el INEI, al 30 de junio de 2014, Huánuco contó con 854.234 habitantes. Según el censo de 2007, su población asciende a 762.223 habitantes, de los cuales 50,4% son hombres y 49,6% mujeres. A su vez, la población se divide en 41% rural y 59% urbana.

### Ciudades más pobladas
A continuación una tabla con las principales ciudades del departamento de Huánuco:

## División administrativa

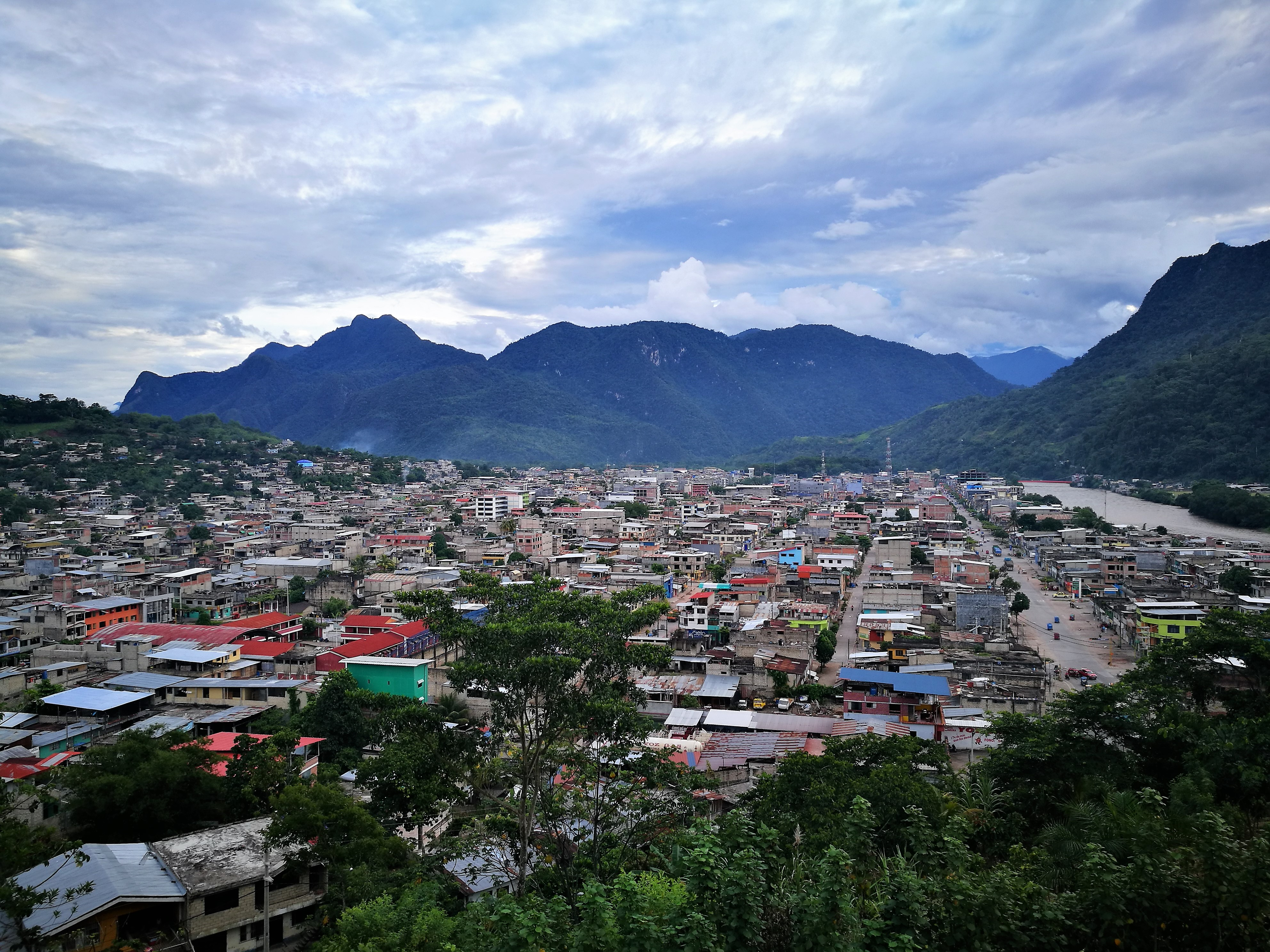
Tingo María

El Departamento de Huánuco comprende once provincias, divididas en ochenta y cuatro (84) distritos.
| Ubigeo | Provincia     | Capital     | Distritos | Superficie km² | Población 2016 | Altitud m s. n. m. |
| ------ | ------------- | ----------- | --------- | -------------- | -------------- | ------------------ |
| 1001   | Huánuco       | Huánuco     | 13        | 3 591.59       | 310 464        | 1 898              |
| 1002   | Ambo          | Ambo        | 8         | 1 575.18       | 57 006         | 2 076              |
| 1003   | Dos de Mayo   | La Unión    | 9         | 1 468.07       | 53 728         | 3 210              |
| 1004   | Huacaybamba   | Huacaybamba | 4         | 1 743.95       | 22 977         | 3 191              |
| 1005   | Huamalíes     | Llata       | 11        | 3 144.50       | 76 093         | 3 436              |
| 1006   | Leoncio Prado | Tingo María | 10        | 4 942.89       | 134 547        | 648                |
| 1007   | Marañón       | Huacrachuco | 5         | 4 801.26       | 32 621         | 2 893              |
| 1008   | Pachitea      | Panao       | 4         | 3 069.02       | 76 227         | 2 772              |
| 1009   | Puerto Inca   | Puerto Inca | 5         | 10 341.35      | 31 729         | 210                |
| 1010   | Lauricocha    | Jesús       | 7         | 1 860.49       | 38 780         | 3 485              |
| 1011   | Yarowilca     | Chavinillo  | 8         | 727.47         | 33 055         | 3 254              |

## Economía
Tiene un gran potencial agrícola por su variedad climática y diversos pisos ecológicos. Existen grandes áreas productoras de café, té y maderas finas. Además, los agricultores cultivan papa, maíz amiláceo, maíz amarillo, plátano, naranja, yuca y trigo. Tiene abundantes áreas de pastos naturales. Sus bosques, en la región de la selva baja, constituyen una gran reserva forestal de especies maderables, flora y fauna.
Se cría ganado porcino y ovino en cantidades importantes. La coca es un cultivo extendido en los valles tropicales de esta región. La minería se basa en la extracción de plata, zinc, plomo y cobre. Cuenta con la central térmica de Tingo María, con una capacidad de generación de 140 Megawatts.

## Transporte
- Aeropuertos: En Huánuco, Tingo María y Puerto Inca.
- Terrestre: Vía la carretera Central desde Lima (8 horas aproximadamente).
- Puerto fluvial: Puerto Inca.

## Educación

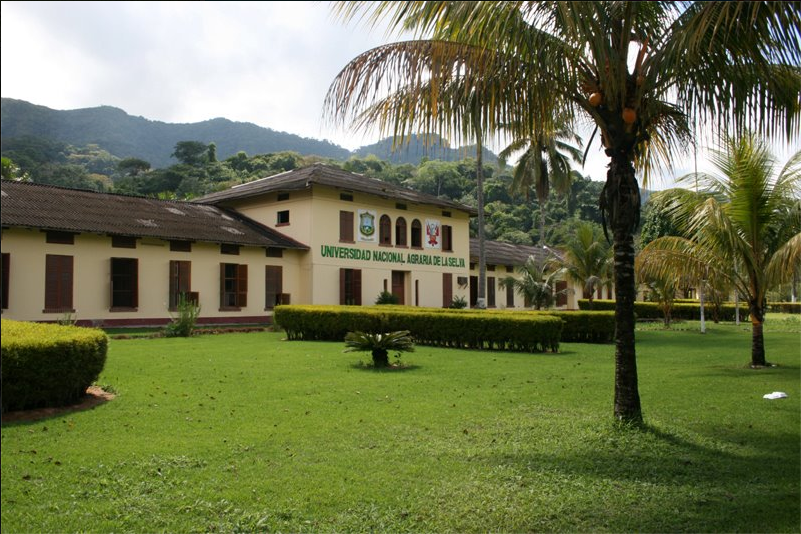
Universidad Nacional Agraria de la Selva

El Departamento de Huánuco cuenta con un total de 2.209 colegios públicos privados: 416 de educación inicial, 1.543 de educación primaria y 250 de educación secundaria. Además, alberga tres universidades: Universidad Nacional Hermilio Valdizán, Universidad de Huánuco y Universidad Nacional Agraria de la Selva.
Entre 2004 y 2013, las tasas de asistencia de Huánuco para los tres niveles de educación básica regular han aumentado. En primaria, la tasa de asistencia pasó de 91.7% en 2004 a 96.3% en 2013, siendo este último valor mayor al nacional. El acceso a educación inicial aumentó en el período, pasando de 30.0% en 2004 a 71.7% en 2013. En el nivel secundaria, la tasa de asistencia pasó de 60.3% en 2004 a 72.2% en 2013. Huánuco presenta mayores tasas de desaprobación, atraso y retiro con respecto a todo el país, tanto en primaria como en secundaria. El porcentaje de desaprobados en primaria en las provincias de Huánuco fluctúa desde 4.8% en Lauricocha hasta 14.2% en Marañón, en tanto que en secundaria oscila entre 7.5% en Lauricocha y 14.9% en Huacaybamba. En ambos casos, la mayoría de distritos tiene menos del 10% de estudiantes con atraso escolar, aunque en secundaria la cantidad de distritos con más del 20% de atraso es mayor. En cuanto al porcentaje de retirados en 2013, la mayoría de distritos en primaria y secundaria se ubican debajo de 8.0%. Sin embargo, en secundaria hay una cantidad significativa de distritos con más de 8% de retiro.

## Zonas turísticas

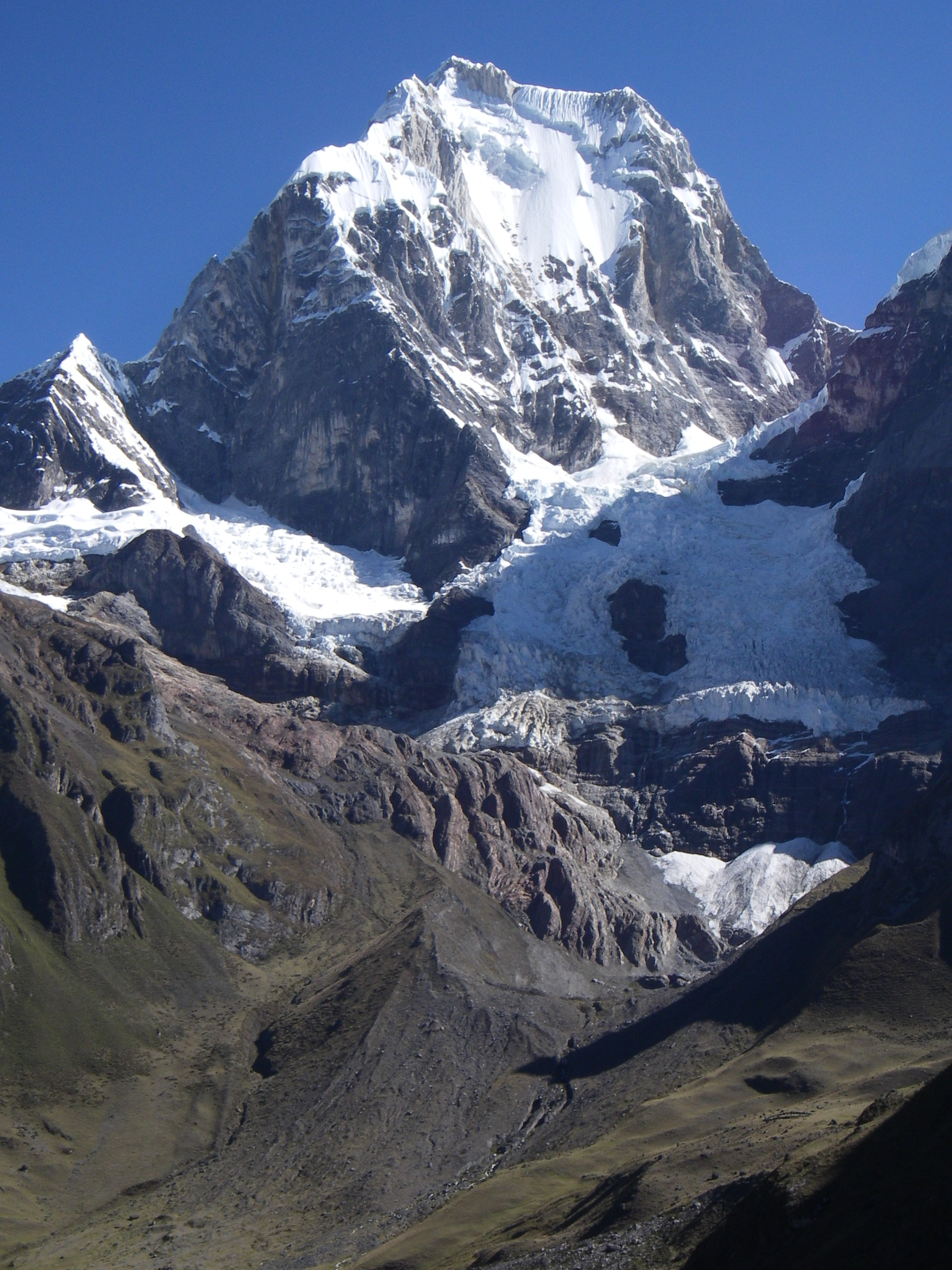
El Yerupajá, una de las cumbres más elevadas del Perú.

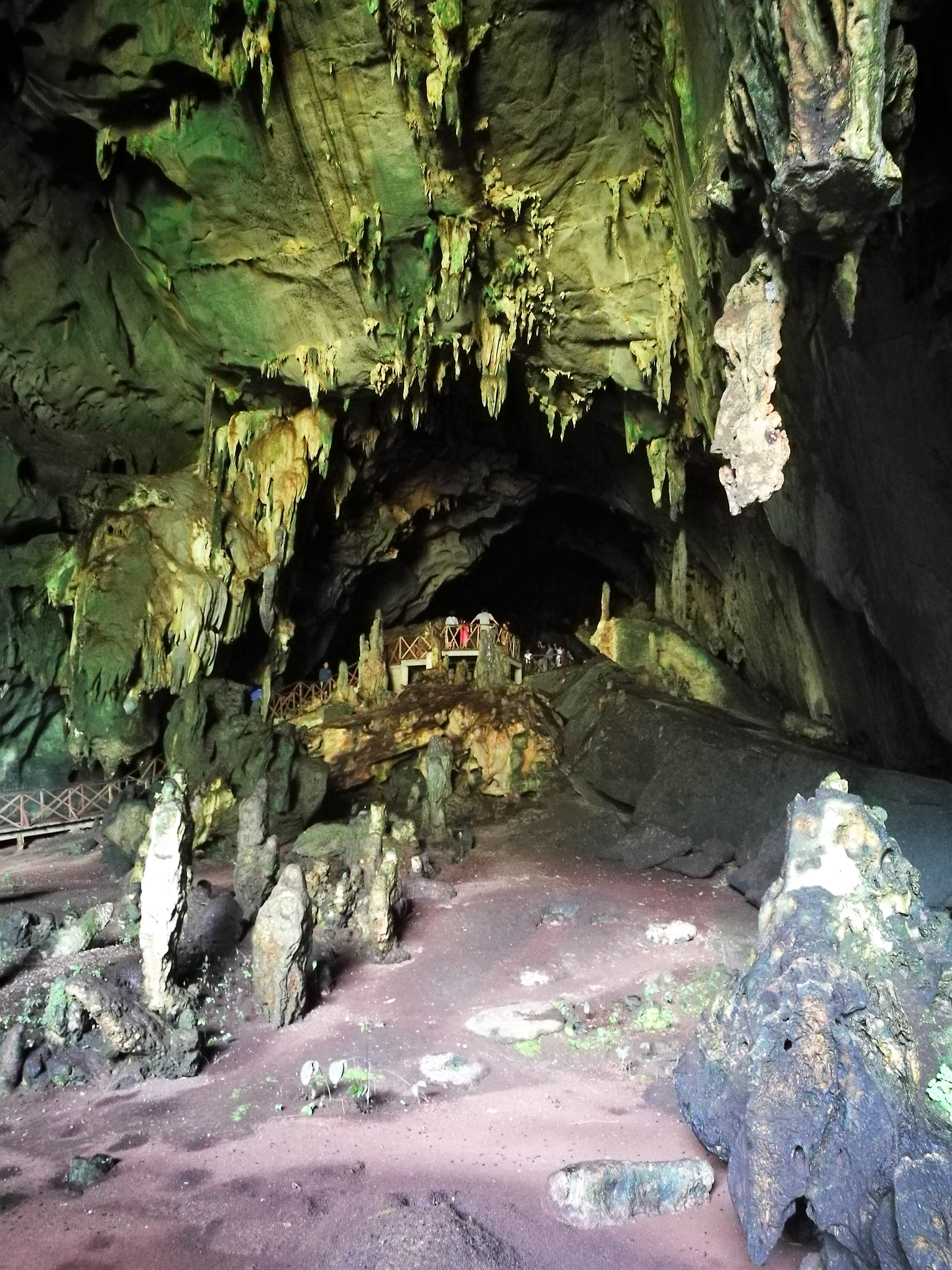
Cueva de las Lechuzas.

Tiene atractivos típicos de la sierra y de la selva, además su ciudad capital se encuentra en un acogedor valle interandino. En Huánuco, destaca su Plaza de Armas, la catedral y las iglesias de San Francisco, Cristo Rey y San Sebastián, que conserva la única escultura del mundo donde este mártir aparece con manchas de viruela en el cuerpo.
Otro centro con monumentos arqueológicos  gran interés es el sitio Arqueológico de Huanucopampa o Huánuco Viejo, centro o capital del Chinchaysuyo, en La Unión. En Tingo María se divisa el curioso macizo llamado «La Bella Durmiente» porque tiene la forma de una mujer acostada. El parque nacional que lleva el nombre de dicha ciudad tiene otro atractivo, que es la Cueva de las Lechuzas.
Un pueblo pintoresco es Tomayquichua, cuna de La Perricholi y donde se encuentra la casa del insigne escritor Enrique López Albújar, a cinco kilómetros de Ambo. Y Kótosh, a solo cuatro kilómetros de la ciudad de Huánuco, es el vestigio de una civilización anterior a la cultura Chavin. Los baños termales de Cónoc y Turipampa están en La Unión. En el Paso de Carpish encontramos helechos y orquídeas wiñaywayna ("siempre joven" en quechua) entre otras especies tropicales.
El nuevo centro de circuito turístico de la Región Huánuco está ubicado en la provincia de Lauricocha que comienza a 4 km de la ciudad de Huánuco con las manos cruzadas de Kotosh, seguido por los paisajes de Yacus, Yarumayo y la tierra colorada de Margos. De allí, a 35 minutos por carretera afirmada se llega a la ciudad de Jesús, la capital de la provincia de Lauiricocha, en el valle de Ñucon.
En Kotosh se ha abierto un centro turístico con puentes colgantes y zonas de camping y recreación además de un "centro magnético" curioso lugar en que uno se pone de pie y habla escuchando su propio eco sin que nadie lo escuche a su alrededor
Sin embargo el turismo en Huánuco es aún incipiente y se puede desarrollar mucho más. En el libro A Mochila en Perú del Profesor Daniel López M. se describen como potenciales atractivos la zona arqueológica de Quillarumi, la laguna Viña del Río, el sitio arqueológico de Shillacoto en el distrito de Huánuco, así como el cerro de Marabamba y Pillco-Mozo: imagen natural de piedra que según leyendas es un eterno gurdián petrificado. En el distrito de Chaglla menciona la laguna de Cochaglla, la Cueva de Lechuza-Machay y la Cascada de Yanano. También la Piscigranja de Molinos que es un centro productor de alevinos y truchas en Pachitea.

## Autoridades

### Regionales
Como todos los otros departamentos del Perú y la Provincia Constitucional del Callao, constituye una región de facto con un Gobierno Regional propio además de un distrito electoral que elige cinco congresistas.
- 2019 - 2022[7]
  - Gobernador Regional: Juan Alvarado Cornelio, de Acción Popular.
  - Vicegobernador Regional: Erasmo Alejandro Fernández Sixto, de Acción Popular.
  - Consejeros:

  1. Huánuco:
    - Ascanio Américo Cárdenas Quispe (Avanzada Regional Independiente Unidos por Huanuco)
    - Juan Emerson Ferrer Fabián (Acción Popular)
    - Tula Zúñiga Briceño (Movimiento Político Cambiemos X Hco)

  2. Ambo: Roberto Arrieta Janampa (Avanza País - Partido de Integración Social)
  3. Dos de Mayo:
    - Gaspar Abelio Rumi Benancio (Acción Popular)
    - Valentín Salazar Huerta (Alianza para el Progreso)

  4. Huamalíes:
    - Dilmar Céspedes Salas (Avanzada Regional Independiente Unidos por Huanuco)
    - Luz Rosaura Rosales Ramos (Acción Popular)

  5. Marañón: Johann Aguirre Caldas (Solidaridad Nacional)
  6. Leoncio Prado:
    - Amancio Del Águila Rodríguez (Alianza para el Progreso)
    - Rolando Flores Martín (Avanzada Regional Independiente Unidos por Huanuco)

  7. Pachitea:
    - Rubén Nere Loreña Crisóstomo (Alianza para el Progreso)
    - Víctor Alberto Aróstegui Yalico (Acción Popular)

  8. Puerto Inca:
    - Elías Falcón Príncipe (Avanza País - Partido de Integración Social)
    - Jaime Oliveira Tello (Partido Democrático Somos Perú)

  9. Huacaybamba: Anthony Benjamín Valenzuela Hurtado (Acción Popular)
  10. Lauricocha: Pedro Ibán Albornoz Ortega (Avanza País - Partido de Integración Social)
  11. Yarowilca:
    - Jesús Manrique Vera Cipriano (Alianza para el Progreso)
    - Walter Demetrio López Tucto (Avanzada Regional Independiente Unidos por Huanuco)

### Militares
- Ejército del Perú
- Policía Nacional del Perú:

### Policiales
Los policiales se dividían en Sub-bases y Ejércitos:

### Religiosas
De la religión cristiana:
- Administrador Apostólico Mons. Neri Menor Vargas (Administrador Apostólico de Huánuco).